# 乔治娅·戴维斯
乔治娅·贝丝·戴维斯（英語：Georgia Beth Davies，1990年10月11日—）生于英格兰伦敦，是一名英国女子游泳运动员，主攻仰泳，效力于罗浮堡大学的体育俱乐部，曾在斯旺西大学修读法律专业。她在10岁时开始接触游泳，当时她和她最好的朋友前往一家游泳俱乐部练习，不久后她便迷上了这项运动。